# Euplectes albonotatus
El obispo aliblanco (Euplectes albonotatus) es una especie de ave paseriforme de la familia Ploceidae propia de África.  Presenta un marcado dimorfismo sexual durante la temporada de reproducción, cuando el plumaje amarillo del macho se torna oscuro y le aparecen plumas blancas, lo que contrasta con el plumaje de la hembra que es claro. Existen tres subespecies.

## Taxonomía
Esta especie fue descrita inicialmente por el ornitólogo estadounidense John Cassin en 1848. Existen registros de híbridos  probablemente con Euplectes franciscanus, en cautividad. Reproducción de la raza eques con la nominada parece tiene lugar en el sur de Tanzania, pero parecería se mantienen segregadas en Burundi y el oeste de Tanzania.

### Subespecies
Las tres subespecies reconocidas son.
- E. a. albonotatus (Cassin, 1848), habita en Tanzania, República Democrática del Congo, Zambia, Malaui, Namibia (región de Caprivi), Botsuana, Zimbabue, Mozambique, Suazilandia y Sudáfrica.
- E. a. eques (Hartlaub, 1863), habita en República Centroafricana, Sudán, Etiopía, Ruanda, Burundi, Uganda, Kenia y Tanzania.
- E. a. asymmetrurus (Reichenow, 1892), habita en Santo Tomé y Príncipe, Gabón, República del Congo, República Democrática del Congo y Angola.

## Descripción
Esta especie mide unos 15 a 19 cm de largo y pesa unos 23 g.  El macho durante la temporada de reproducción se distingue del Euplectes macroura por su cola más corta, el color de sus alas, la ausencia de amarillo en su espalda, y el pico más claro. Las hembras poseen su dorso claro.

## Distribución y hábitat

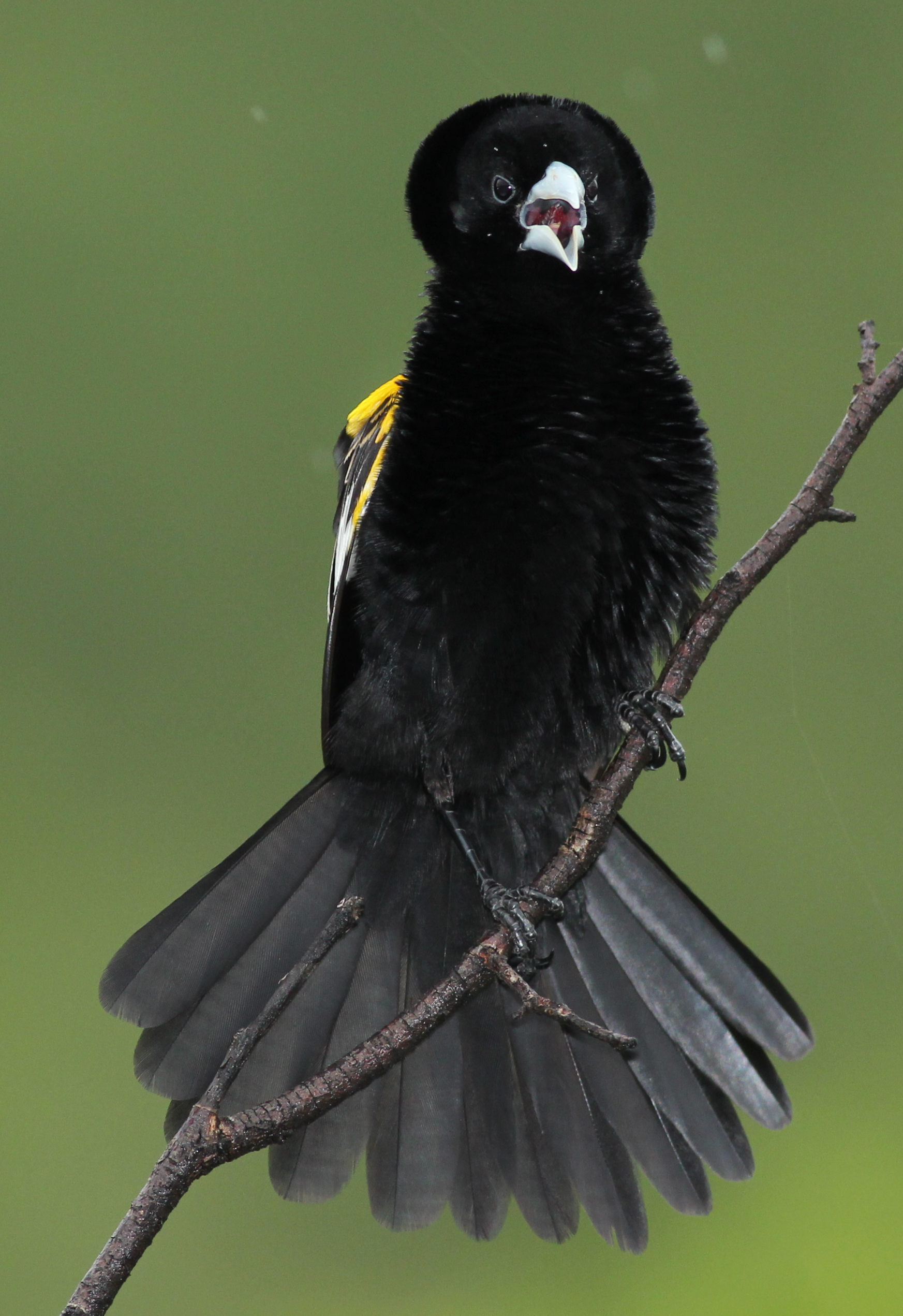
Macho cortejando hembras en la Reserva de Vida Salvaje de Pilanesberg.

Se le encuentra en Angola, Botsuana, Burundi, República Centroafricana, República del Congo, República Democrática del Congo, Etiopía, Gabón, Kenia, Malaui, Mozambique, Namibia, Ruanda, São Tomé, Sudáfrica, Sudán, Suazilandia, Tanzania, Uganda, Zambia y Zimbabue. Su  hábitat incluye sabanas, praderas y planicies inundables, además de tierras de cultivo. Su llamada es un "zeh-zeh-zeh" y "witz-witz-witz".

## Comportamiento
Es una especie poliginia, un macho fecunda de 3 a 4 hembras, y viven en bandadas. Sus nidos ovalados son construidos solo por el macho, y los construyen en ramas de árboles o arbustos. Anidan entre noviembre a mayo. La hembra pone de 2 a 4 huevos blancos, a los que incuba de 12 a 14 días. La hembra alimenta a los pichones en el nido por 11 a 14 días, y los pichones son independientes unos 22 a 25 días después. Se alimenta de semillas, néctar, e insectos.